# È solo un rock'n'roll show
È solo un rock'n'roll show è il movieclip di Vasco Rossi uscito il 9 settembre 2005. La parola "movieclip" è stata coniata da Vasco stesso, stando a indicare sia un videoclip musicale che un film o lungometraggio cinematografico: esso, infatti, è l'unione di nove degli undici videoclip dei brani presenti nell'album Buoni o cattivi. Ha venduto più di centomila copie, di cui 63.000 in prenotazione.

## Produzione
Quello che è il primo movieclip della storia, è stato girato a Sharm el-Sheikh, Los Angeles e diverse località italiane. La lavorazione è durata oltre un anno.
La protagonista è la slovacca Andrea Lehotská, che fa la parte di una fan del cantautore.
Il prodotto è composto da due DVD: il primo contiene il movieclip più making of, fotografie, storyboard e interviste; il secondo DVD, oltre a contenere tutti i videoclip delle canzoni, include versioni inedite, rimontate, un cortometraggio per una durata totale di quali tre ore.

## Accoglienza
Nello stesso anno di pubblicazione il prodotto vince il premio come Miglior DVD musicale dell'anno e viene proiettato al Mostra Internazionale d'Arte Cinematografica di Venezia.

## Riconoscimenti
- 2005 - Miglior DVD musicale dell'anno